# كريس كلارك (لاعب كرة قدم مواليد 1980)
كريس كلارك (بالإنجليزية: Chris Clarke)‏ هو لاعب كرة قدم بريطاني في مركز الدفاع، ولد في 18 ديسمبر 1980 في ليدز في المملكة المتحدة. لعب مع كامبريدج يونايتد ونادي برادفورد بارك أفنيو ونادي بلاكبول ونادي هاليفاكس تاون ونادي يورك سيتي ووولفرهامبتون واندررز.

## وصلات خارجية
- كريس كلارك على موقع قاعدة بيانات كرة القدم.إي يو (الإنجليزية)
- كريس كلارك على موقع Soccerbase.com (لاعب) (الإنجليزية)